# تخم بلوط علیا
تخم بلوط علیا، روستایی در دهستان داجیوند بخش مرکزی شهرستان هلیلان در استان ایلام ایران است.

## جمعیت
بر پایه سرشماری عمومی نفوس و مسکن در سال ۱۳۹۵، جمعیت این روستا برابر با ۷۳۹ نفر (۲۱۲ خانوار) بوده‌است.